# Sturu
Sturu falu Romániában, Erdélyben, Fehér megyében.